# 衣笠伸正
衣笠 伸正（きぬがさ のぶまさ、1981年7月24日 - ）は、兵庫県神戸市出身の元アイスホッケー選手。ポジションはフォワード。埼玉栄高校、法政大学卒業。兄はドラマーの衣笠智英。既婚。
2003年冬季ユニバーシアード日本代表。

## 経歴
- アッシュビル・エースズ(SPHL)
- ウィンストン・セーラム・ポーラー・ツインズ(SPHL)
- ミッション・ソレル＝トレイシー(LNAH)
- 日光神戸アイスバックス(ALH)
- バトル・クリーク・レボリューション(AAHL)